# Torremocha del Campo (kommunhuvudort)
Torremocha del Campo är en kommunhuvudort i Spanien.   Den ligger i provinsen Provincia de Guadalajara och regionen Kastilien-La Mancha, i den centrala delen av landet, 110 km nordost om huvudstaden Madrid. Torremocha del Campo ligger 1 088 meter över havet och antalet invånare är 251.
Terrängen runt Torremocha del Campo är huvudsakligen platt, men västerut är den kuperad. Terrängen runt Torremocha del Campo sluttar västerut. Runt Torremocha del Campo är det mycket glesbefolkat, med 2 invånare per kvadratkilometer. Närmaste större samhälle är Sigüenza, 10,3 km norr om Torremocha del Campo. Trakten runt Torremocha del Campo består till största delen av jordbruksmark.